# Mold (Flintshire)
Mold (walisisk: Yr Wyddgrug er en by i Flintshire, Wales ved floden Alyn. Det er county town og administrativt sæde for Flintshire County Council, og den var Clwyd fra 1974 til 1996. I 2011 havde byen 10.058 indbyggere og i 2019 omkring 10.123 indbyggere.
Navnet Mold er afledt af det normannisk-franske mont-hault ("høj bakke"). Navnet blev oprindeligt brugt til at omtale Mold Castle i forbindelse med opførslen af Robert de Montalt. Byen omtales som Mohald i et dokument fra 1254.
Guldkappen fra Mold, der er en cerimoniel kappe i guld fremstillet i bronzealderen, og fundet i gravhøjen Bryn yr Ellyllon nær Mold i 1833. Den er i dag udstillet på British Museum i London.
Blandt byens vartegn er:
- Mold Town Hall færdiggjort i 1912
- Loggerheads Country Park en nærliggende park
- St Mary's Church byens kirke, der stammer fra 1400-tallet